# سان مييان دي لا كوجويا
سان مييان دي لا كوجويا (بالإسبانية: San Millán de la Cogolla)‏ هي بلدية في منطقة لا ريوخا ذاتية الحكم في إسبانيا. تقع عند سفح سلسلة جبال ديماندا الإيبيرية على الجانب الشرقي الذي يفصل بين الهضبة ووادي نهر إبرة، على ارتفاع 728 مترًا فوق مستوى سطح البحر، وعلى ضفاف نهر كارديناس.